# Danielle Woodhouse
Pour les articles homonymes, voir Woodhouse.
Danielle Woodhouse, née Gusterson le 23 février 1969 à Perth, est une joueuse de water-polo australienne.
Gardienne de but de l'équipe d'Australie de water-polo féminin, elle est sacrée championne olympique aux Jeux d'été de 2000 à Sydney. Elle est la sœur de la joueuse de water-polo Bridgette Gusterson.